# Úszás az 1920. évi nyári olimpiai játékokon
Az 1920. évi nyári olimpiai játékok úszóversenyein tíz versenyszámban avattak olimpiai bajnokot. Az előző, 1912. évi olimpiához képest a program a női 300 méteres gyorsúszással bővült.
Az olimpián magyar sportolók nem vehettek részt.

## Éremtáblázat
(A táblázatokban a rendező ország csapata eltérő háttérszínnel, az egyes számoszlopok legmagasabb értéke, vagy értékei vastagítással kiemelve.)
| Az 1920. évi nyári olimpiai játékok éremtáblázata úszásban | Az 1920. évi nyári olimpiai játékok éremtáblázata úszásban | Az 1920. évi nyári olimpiai játékok éremtáblázata úszásban | Az 1920. évi nyári olimpiai játékok éremtáblázata úszásban | Az 1920. évi nyári olimpiai játékok éremtáblázata úszásban | Olimpia  |
| ---------------------------------------------------------- | ---------------------------------------------------------- | ---------------------------------------------------------- | ---------------------------------------------------------- | ---------------------------------------------------------- | -------- |
|                                                            | Ország                                                     | Arany                                                      | Ezüst                                                      | Bronz                                                      | Összesen |
| 1.                                                         | Egyesült Államok (USA)                                     | 8                                                          | 5                                                          | 3                                                          | 16       |
| 2.                                                         | Svédország (SWE)                                           | 2                                                          | 2                                                          | 1                                                          | 5        |
|                                                            |                                                            |                                                            |                                                            |                                                            |          |
| 3.                                                         | Ausztrália (AUS)                                           | 0                                                          | 1                                                          | 1                                                          | 2        |
| 3.                                                         | Kanada (CAN)                                               | 0                                                          | 1                                                          | 1                                                          | 2        |
| 3.                                                         | Nagy-Britannia (GBR)                                       | 0                                                          | 1                                                          | 1                                                          | 2        |
|                                                            |                                                            |                                                            |                                                            |                                                            |          |
| 6.                                                         | Finnország (FIN)                                           | 0                                                          | 0                                                          | 2                                                          | 2        |
| 7.                                                         | Belgium (BEL)                                              | 0                                                          | 0                                                          | 1                                                          | 1        |
|                                                            |                                                            |                                                            |                                                            |                                                            |          |
| Összesen                                                   | Összesen                                                   | 10                                                         | 10                                                         | 10                                                         | 30       |

## Férfi
Férfi úszásban hét – hat egyéni és egy váltó – versenyszámot írtak ki. A legeredményesebb férfi úszó, az egyesült államokbeli Norman Ross, három aranyérmet nyert.

### Éremtáblázat
| Az 1920. évi nyári olimpiai játékok éremtáblázata férfi úszásban | Az 1920. évi nyári olimpiai játékok éremtáblázata férfi úszásban | Az 1920. évi nyári olimpiai játékok éremtáblázata férfi úszásban | Az 1920. évi nyári olimpiai játékok éremtáblázata férfi úszásban | Az 1920. évi nyári olimpiai játékok éremtáblázata férfi úszásban | Olimpia  |
| ---------------------------------------------------------------- | ---------------------------------------------------------------- | ---------------------------------------------------------------- | ---------------------------------------------------------------- | ---------------------------------------------------------------- | -------- |
|                                                                  | Ország                                                           | Arany                                                            | Ezüst                                                            | Bronz                                                            | Összesen |
| 1.                                                               | Egyesült Államok (USA)                                           | 5                                                                | 3                                                                | 1                                                                | 9        |
| 2.                                                               | Svédország (SWE)                                                 | 2                                                                | 2                                                                | 0                                                                | 4        |
| 3.                                                               | Ausztrália (AUS)                                                 | 0                                                                | 1                                                                | 1                                                                | 2        |
| 3.                                                               | Kanada (CAN)                                                     | 0                                                                | 1                                                                | 1                                                                | 2        |
| 5.                                                               | Finnország (FIN)                                                 | 0                                                                | 0                                                                | 2                                                                | 2        |
| 6.                                                               | Belgium (BEL)                                                    | 0                                                                | 0                                                                | 1                                                                | 1        |
| 6.                                                               | Nagy-Britannia (GBR)                                             | 0                                                                | 0                                                                | 1                                                                | 1        |
|                                                                  |                                                                  |                                                                  |                                                                  |                                                                  |          |
| Összesen                                                         | Összesen                                                         | 7                                                                | 7                                                                | 7                                                                | 21       |

### Érmesek
- WR – világrekord

| Az 1920. évi nyári olimpiai játékok érmesei férfi úszásban |                                                                                          |         | |         |                                                                                    |         |
| Versenyszám                                                | Arany                                                                                    | Arany   | Ezüst                                                                                              | Ezüst   | Bronz                                                                              | Bronz   |
| 100 m gyors                                                | Duke Kahanamoku · Egyesült Államok (USA)                                                 | 1:01,4  | Pua Kealoha · Egyesült Államok (USA)                                                               | 1:02,6  | William Harris · Egyesült Államok (USA)                                            | 1:03,0  |
| 400 m gyors                                                | Norman Ross · Egyesült Államok (USA)                                                     | 5:26,8  | Ludy Langer · Egyesült Államok (USA)                                                               | 5:29,2  | George Vernot · Kanada (CAN)                                                       | 5:29,8  |
| 1500 m gyors                                               | Norman Ross · Egyesült Államok (USA)                                                     | 22:23,2 | George Vernot · Kanada (CAN)                                                                       | 22:36,4 | Frank Beaurepaire · Ausztrália (AUS)                                               | 23:04,0 |
| 100 m hát                                                  | Warren Kealoha · Egyesült Államok (USA)                                                  | 1:15,2  | Raymond Kegeris · Egyesült Államok (USA)                                                           | 1:16,2  | Gérard Blitz · Belgium (BEL)                                                       | 1:19,0  |
| 200 m mell                                                 | Håkan Malmrot · Svédország (SWE)                                                         | 3:04,4  | Thor Henning · Svédország (SWE)                                                                    | 3:09,2  | Arvo Ossian Aaltonen · Finnország (FIN)                                            | 3:12,2  |
| 400 m mell                                                 | Håkan Malmrot · Svédország (SWE)                                                         | 6:31,8  | Thor Henning · Svédország (SWE)                                                                    | 6:45,2  | Arvo Ossian Aaltonen · Finnország (FIN)                                            | 6:48,0  |
| 4 × 200 m gyorsváltó                                       | Egyesült Államok (USA) · Perry McGillivray · Pua Kealoha · Norman Ross · Duke Kahanamoku | 10:04,4 | Ausztrália (AUS) · Henry Hay · William Herald · Ivan Stedman · Frank Beaurepaire · Keith Kirkland* | 10:25,4 | Nagy-Britannia (GBR) · Leslie Savage · Percy Peter · Henry Taylor · Harold Annison | 10:37,2 |

* - a versenyző csak az előfutamban vett részt, így nem kapott érmet

## Női
Női úszásban három – két egyéni és egy váltó – versenyszámot írtak ki. Ez volt az egyetlen nyári olimpia, amelyen 300 méteres női gyorsúszásban versenyt tartottak. A legeredményesebb női úszó, az egyesült államokbeli Ethelda Bleibtrey, mindhárom számban aranyérmet nyert.

### Éremtáblázat
| Az 1920. évi nyári olimpiai játékok éremtáblázata női úszásban | Az 1920. évi nyári olimpiai játékok éremtáblázata női úszásban | Az 1920. évi nyári olimpiai játékok éremtáblázata női úszásban | Az 1920. évi nyári olimpiai játékok éremtáblázata női úszásban | Az 1920. évi nyári olimpiai játékok éremtáblázata női úszásban | Olimpia  |
| -------------------------------------------------------------- | -------------------------------------------------------------- | -------------------------------------------------------------- | -------------------------------------------------------------- | -------------------------------------------------------------- | -------- |
|                                                                | Ország                                                         | Arany                                                          | Ezüst                                                          | Bronz                                                          | Összesen |
| 1.                                                             | Egyesült Államok (USA)                                         | 3                                                              | 2                                                              | 2                                                              | 7        |
| 2.                                                             | Nagy-Britannia (GBR)                                           | 0                                                              | 1                                                              | 0                                                              | 1        |
| 3.                                                             | Svédország (SWE)                                               | 0                                                              | 0                                                              | 1                                                              | 1        |
|                                                                |                                                                |                                                                |                                                                |                                                                |          |
| Összesen                                                       | Összesen                                                       | 3                                                              | 3                                                              | 3                                                              | 9        |

### Érmesek
| Az 1920. évi nyári olimpiai játékok érmesei női úszásban |                                                                                                  |           |                                                                                              |        |                                                                           |        |
| Versenyszám                                              | Arany                                                                                            | Arany     | Ezüst                                                                                        | Ezüst  | Bronz                                                                     | Bronz  |
| 100 m gyors                                              | Ethelda Bleibtrey · Egyesült Államok (USA)                                                       | 1:13,6    | Irene Guest · Egyesült Államok (USA)                                                         | 1:17,0 | Frances Schroth · Egyesült Államok (USA)                                  | 1:17,2 |
| 300 m gyors                                              | Ethelda Bleibtrey · Egyesült Államok (USA)                                                       | 4:34,0 WR | Margaret Woodbridge · Egyesült Államok (USA)                                                 | 4:42,8 | Frances Schroth · Egyesült Államok (USA)                                  | 4:52,0 |
| 4 × 100 m gyors                                          | Egyesült Államok (USA) · Margaret Woodbridge · Frances Schroth · Irene Guest · Ethelda Bleibtrey | 5:11,6 WR | Nagy-Britannia (GBR) · Hilda James · Constance Jeans · Charlotte Radcliffe · Grace MacKenzie | 5:40,8 | Svédország (SWE) · Aina Berg · Emy Machnow · Carin Nilsson · Jane Gylling | 5:43,6 |